# U-331
U-331 var en tysk ubåt av klassen Typ VIIC under andra världskriget. Båten beställdes den 23 september 1939, samma månad som andra världskriget började. Ubåten togs i tjänst den 31 mars 1941 under befäl av Hans-Diedrich von Tiesenhausen, som en del av 1. Unterseebootsflottille. Den 2 juli 1941 löpte ubåten ut från Kiel på sin första patrull ut i Atlanten som slutade i Lorient. Den andra patrullen tog ubåten in i Medelhavet där den kom att stanna hela sin kvarvarande karriär, under patrullen torpederade och skadade U 331 landstigningsbåten HMS TLC-18. Under den tredje patrullen sänkte U 331 det brittiska slagskeppet HMS Barham den 25 november 1941 utanför Egyptens kust. Totalt kom U 331 att genomföra tio patruller med totalt 242 dagar till sjöss. På den sista patrullen sänkte U 331 det amerikanska trupptransportfartyget USS Leedstown den 9 november 1942 utanför Algeriet. Den 17 november 1942 sänktes U 331 av en torped från en Fairey Albacore från hangarfartyget HMS Formidable.